# Championnat de Formula Nippon 1997
Le championnat de Formula Nippon 1997 a été remporté par le pilote espagnol Pedro de la Rosa, sur une Lola-Mugen du Team Nova.

## Règlement sportif
- L'attribution des points s'effectue selon le barème 10,6,4,3,2,1.
- Tous les résultats comptent.

## Courses de la saison 1997
| Date         | Lieu   | Vainqueur               | Nationalité | Voiture       | Écurie          |
| 27 avril     | Suzuka | Pedro de la Rosa        | Espagne     | Lola-Mugen    | Team Nova       |
| 18 mai       | Mine   | Pedro de la Rosa        | Espagne     | Lola-Mugen    | Team Nova       |
| 1er juin     | Fuji   | Takuya Kurosawa         | Japon       | Lola-Mugen    | Team Impul      |
| 6 juillet    | Suzuka | Toranosuke Takagi       | Japon       | Reynard-Mugen | Nakajima Racing |
| 3 août       | Sugo   | Pedro de la Rosa        | Espagne     | Lola-Mugen    | Team Nova       |
| 31 août      | Fuji   | Pedro de la Rosa        | Espagne     | Lola-Mugen    | Team Nova       |
| 14 septembre | Mine   | Norberto Fontana        | Argentine   | Reynard-Mugen | Team LeMans     |
| 28 septembre | Motegi | Pedro de la Rosa        | Espagne     | Lola-Mugen    | Team Nova       |
| 19 octobre   | Fuji   | Katsutomo Kaneishi (en) | Japon       | Reynard-Mugen | Team Aguri      |
| 9 novembre   | Suzuka | Pedro de la Rosa        | Espagne     | Lola-Mugen    | Team Nova       |

## Classement des pilotes
| Classement | Pilote                  | Pays      | Voiture       | Écurie          | Nombre de points |
| ---------- | ----------------------- | --------- | ------------- | --------------- | ---------------- |
| 1er        | Pedro de la Rosa        | Espagne   | Lola-Mugen    | Team Nova       | 82               |
| 2e         | Takuya Kurosawa         | Japon     | Lola-Mugen    | Team Impul      | 28               |
| 3e         | Norberto Fontana        | Argentine | Reynard-Mugen | Team LeMans     | 21               |
| 4e         | Hidetoshi Mitsusada     | Japon     | Lola-Mugen    | Team Cerumo     | 25               |
| 5e         | Masami Kageyama         | Japon     | Reynard-Mugen | Navi Connection | 19               |
| 6e         | Toranosuke Takagi       | Japon     | Reynard-Mugen | Nakajima Racing | 18               |
| 7e         | Masahiko Kageyama       | Japon     | Lola-Mugen    | Team Impul      | 16               |
| 8e         | Ralph Firman            | Irlande   | Reynard-Mugen | Team TMS        | 12               |
| 9e         | Katsutomo Kaneishi (en) | Japon     | Reynard-Mugen | Team Aguri      | 10               |
| 10e        | Akira Iida              | Japon     | Lola-Mugen    | Team Nova       | 9                |
| 11e        | Satoshi Motoyama        | Japon     | Reynard-Mugen | Team Aguri      | 7                |
| 12e        | Marco Apicella          | Italie    | Reynard-Mugen | Stellar         | 6                |
| 13e        | Toshio Suzuki           | Japon     | Reynard-Mugen | Kamomo Service  | 5                |
| 14e        | Juichi Wakisaka         | Japon     | Dome-Mugen    | Dome            | 4                |
| 15e        | Koji Yamanishi          | Japon     | Reynard-Mugen | Nakajima Racing | 2                |
| 16e        | Esteban Tuero           | Argentine | Reynard-Mugen | Team LeMans     | 1                |
| 16e        | Michael Krumm           | Allemagne | Reynard-Mugen | Team LeMans     | 1                |
| 16e        | Tetsuya Kanaka          | Japon     | Lola-Mugen    | Team Impul      | 1                |